# Meringopus dirus
Meringopus dirus là một loài tò vò trong họ Ichneumonidae.